# Worlds Chat
Worlds Chat es un programa de chat basado en realidad virtual en línea presentado en abril de 1995 y a partir de julio de 2021 está actualmente en línea. Worlds Chat fue el primer programa que Worlds Inc. puso a disposición del público en general y se ofreció de forma gratuita para su descarga desde su sitio web. La popularidad del programa y otros éxitos de Worlds Inc., como el trabajo de Tamiko Thiel con Steven Spielberg para crear Starbright World (un mundo virtual para niños enfermos), permitieron Worlds Inc. adquirirá una inversión minoritaria de 5,6 millones de dólares de Pearson PLC en junio de 1995.

## Interfaz de usuario
Al usuario de Worlds Chat se le permitió elegir de una galería de avatares tridimensionales existentes para ser su representación en el mundo virtual. La galería se presentó de una manera similar a la de un juego de disparos en primera persona, excepto que sin las manos y el arma en la ventana. Una vez que se eligió un avatar, se colocó al usuario en el eje central de una estación espacial virtual. El usuario vería representaciones de otros usuarios en línea en la estación. Los usuarios pueden salir de una plataforma a través de puertas corredizas, viajar por pasillos y encontrar otras plataformas con grupos de personas con las que interactuar. La pantalla se dividió en varias áreas, incluida una para los mensajes del propio programa de software, una ventana con una interfaz 3D de Doom, una ventana para mensajes de chat y un espacio mapa de la estación que indica en qué plataforma habita actualmente el usuario. Tanto el teclado como el mouse eran partes integrales de la interfaz de usuario.

## Equipo de Worlds Chat
Reunido por Dave Marvit (vicepresidente de producción), el equipo original que armó Worlds Chat estaba formado por Andrea Gallagher (productor), Dave Leahy, Syed Asif Hassan y Bo Adler (desarrollo) y Jeff "Scamper "Robinson y Helen Cho (interfaz de usuario y gráficos). El protocolo cliente/servidor original para el entorno multiusuario fue desarrollado por Mitra Ardron, Bo Adler, Judy Challinger y Dave Leahy (PTO US6219045). A diferencia de otros entornos inmersivos de su época, funcionaba en líneas tan lentas como 9600 baudios. Los contribuyentes al proyecto incluyeron a David Tolley (música), Wolf Schmidt (documentación), John Navitsky y Scott Benson (operaciones), Naggi Asmar (garantía de calidad) y otros.

## Desafíos técnicos
El primer lanzamiento de VRML, un estándar para definir  mundos virtuales, tenía menos de seis meses cuando se lanzó Worlds Chat. Esto significaba que Worlds Inc. necesitaba descubrir y definir sus propias mejores prácticas mientras creaba  'Worlds Chat' . La velocidad adicional de las conexiones de acceso telefónico a Internet naturalmente imponía limitaciones a la cantidad de información que podía transmitirse desde y hacia los servidores de Worlds Inc. Un número cada vez mayor de usuarios y el mundo virtual en expansión aumentaron estas presiones.
En 2011, Tamiko Thiel, directora creativa y productora de Worlds Inc. de 1994 a 1996, escribió un artículo titulado "Ciberanimismo y sueños aumentados" que describe la historia de los mundos virtuales, en el que escribió: "En los mundos virtuales y las comunidades de avatar a mediados de la década de 1990, pensamos que todos comenzaríamos existencias virtuales paralelas en línea en las que podríamos crearnos a nosotros mismos de nuevo y realizar nuestros mundos de sueños personales. Sin embargo, la tecnología era demasiado incómoda, los procesadores y las conexiones a Internet demasiado lento, y la base de usuarios de nuestros mundos nunca se extendió más allá de una pequeña comunidad dedicada. En 2002, las comunidades virtuales de la primera generación se arruinaron o buscaron otras formas de ganar dinero".